# Ernst Eduard Ludwig Wedel
Ernst Eduard Ludwig Wedel (auch Ernestus Eduardus Ludovicus Wedel, * 5. März 1804 in Jena; † 5. Januar 1877 ebenda) war ein großherzoglich-sächsischer  Leibarzt und praktischer Arzt in Jena.

## Leben
Ernst Eduard Ludwig Wedel besuchte ab 1817 das Wilhelm Ernst Gymnasium in Weimar und studierte ab 1824 an der Universität Jena Medizin. Am 19. November 1830 wurde er bei Johann Christian Stark promoviert.
Wedel wirkte anschließend als praktischer Arzt in Jena. Später wurde er zum großherzoglich-sächsischen Leibarzt ernannt und war zuletzt Geheimer Medizinalrat.
Am 15. August 1858 wurde er unter der Matrikel-Nr. 1892 mit dem akademischen Beinamen Peter Frank II. zum Mitglied der Leopoldina gewählt.

## Schriften
- Monstri humani rarioris descriptionem continens. Jenae 1830